# Holger Lundbäck
Bengt Holger Lundbäck, född 24 oktober 1917 i Nederkalix församling i Norrbottens län, död 6 december 2010 i Danderyds församling i Stockholms län, var en internationellt erkänd svensk läkare och professor inom virologi.

## Biografi
Holger Lundbäck var son till lantbrukaren Carl Olof Lundbäck och dennes hustru Maria. Han växte upp under knappa förhållanden och avlade studentexamen i Malmö 1936 efter korrespondensstudier vid Hermods. Han avlade medicine kandidat-examen vid Uppsala universitet 1940, medicine licentiat-examen 1945 och blev medicine doktor vid Karolinska Institutet 1952 med avhandlingen Studies on the Wassermann reaction om syfilisdiagnostik. Han var docent i virologi vid Karolinska Institutet 1953–1961 och professor från 1961. Han var avdelningsföreståndare vid Statens bakteriologiska laboratorium 1953–1962 och föreståndare där 1962–1982.
Han tjänstgjorde i Israel och Genève för Världshälsoorganisationen (WHO). Inom WHO var han ledamot av Global Commission for the Eradication of Small-Pox och av Expanded Programme on Immunization i Global Advisory Group. Han gjorde stora internationella insatser för vaccination, särskilt beträffande smittkoppor och i arbetet mot lepra (spetälska) i Afrika. Åren 1975–1981 var han ordförande för International Commission for the Micro-Biological Specification of Foods. Lundbäck var vidare vice ordförande i svenska Rädda Barnen 1975–1992 och ordförande i Sankt Lukasstiftelsen 1979–1990.
Holger Lundbäck invaldes 1972 som ledamot av Kungliga Krigsvetenskapsakademien.